# Markovi Kladentsi
Markovi Kladentsi (bulgariska: Маркови Кладенци) är ett berg i Bulgarien.   Det ligger i regionen Blagoevgrad, i den sydvästra delen av landet, 140 km söder om huvudstaden Sofia. Toppen på Markovi Kladentsi är 1 514 meter över havet, eller 37 meter över den omgivande terrängen. Bredden vid basen är 0,91 km.
Terrängen runt Markovi Kladentsi är huvudsakligen lite bergig. Närmaste större samhälle är Petritj, 15,7 km sydost om Markovi Kladentsi. 
Omgivningarna runt Markovi Kladentsi är en mosaik av jordbruksmark och naturlig växtlighet. Runt Markovi Kladentsi är det ganska tätbefolkat, med 80 invånare per kvadratkilometer.